# 华南毛柃
华南毛柃（学名：Eurya ciliata）为山茶科柃木属下的一个种。

## 扩展阅读
- 維基物種上的相關：华南毛柃